# Michael Widenius
Ulf Michael Widenius noto anche come Monty (Helsinki, 3 marzo 1962) è un informatico finlandese.
È conosciuto soprattutto per essere l'autore originale di MySQL e per essere presidente della società (Monty Program Ab) che sviluppa e offre supporto per MariaDB, il fork nato dopo l'acquisizione di MySQL da parte di Oracle.

## Biografia
Dopo aver studiato all'Università di Tecnologia di Helsinki, Widenius ha iniziato a lavorare per la Tapio Laakso Oy nel 1981. Nel 1985, insieme a Allan Larsson, ha fondato la TCX DataKonsult AB, una società di consulenza di data wharehouse. Nel 1995 ha iniziato a scrivere il codice iniziale di MySQL insieme a David Axmark. Nel 1996 è uscita la prima versione. È coautore del MySQL Reference Manual, pubblicato dalla O'Reilly Media nel 2002. Nel 2003 ha ricevuto un premio svedese riservato agli imprenditori del software. Nel 2008 era chief technical officer di MySQL AB, nonché la più importante personalità dietro lo sviluppo di MySQL. Lo stesso anno Widenius ha venduto MySQL AB alla Sun Microsystems.
Il 5 febbraio 2009 ha annunciato la sua uscita dalla Sun. Stando a quanto dichiarato nel suo blog, Widenius era in contrasto con la Sun su alcune questioni riguardanti lo sviluppo, che si sono palesate quando la società ha reso disponibile MySQL 5.1 quando Monty lo giudicava ancora instabile. Inoltre Widenius avrebbe voluto che il processo di sviluppo si aprisse alla comunità, mentre questo non è accaduto. Inizialmente Widenius si è messo in proprio, offrendo consulenze esterne alla Sun e lavorando allo storage engine Aria.
Nel dicembre 2009, in seguito all'acquisizione della Sun da parte della Oracle, Widenius ha lanciato una campagna chiamata Help saving MySQL, in cui si chiedeva alle autorità antitrust europee di non autorizzare la transazione. La campagna non ha avuto successo, anche se ha sensibilizzato una parte dell'opinione pubblica sui problemi da essa causati.
Attualmente lavora alla Monty Program Ab, che ha fondato. Questa società principalmente sviluppa MariaDB, un fork di MySQL, per il quale offre supporto. Monty Program e Percona, nel 2009, hanno fondato il consorzio Open DataBase Alliance (ODBA), che riunisce società che lavorano nel cosiddetto ecosistema di MySQL..
I nomi dei software creati o controllati da Widenius derivano dai nomi dei suoi figli: la figlia My ha dato il nome a MySQL, il figlio Max ha dato il nome a MaxDB e la figlia più giovane Maria ha dato il nome a MariaDB.
Widenius vive tuttora a Helsinki, con la sua seconda moglie Anna Widenius.